# Ardimat
Ardimat est une émission de télévision animée par Thierry Ardisson sur France 2 du 16 janvier 1993 au 20 mars 1993, programmée tous les samedis soirs à 22 h 50.

## Concept
D'une durée d'une heure, l'émission est constituée d'interviews en tête à tête avec l'animateur, mais à la différence de sa précédente émission, l'animateur est "prêt à tout pour tenter de conserver son audimat" comme cela était dit dans le générique, y compris tuer un chien, Zap ou le "chien des audiences".
Thierry Ardisson était accompagné de François Rollin, qui surveillait "l'Ardimat" et en donnait compte rendu, et de Cendrine Dominguez.
L'émission se déroule sur un plateau semblable à un porte-avions.  Son générique était la musique de l'Arrivée des camionneurs de Michel Legrand, extrait des Demoiselles de Rochefort et montrait des techniciens habillés en blanc installant le plateau.
Ce talk-show est arrêté au bout de 10 émissions.
A la rentrée 1993, l'émission est remplacée sur son créneau horaire par Taratata, qui occupera la case jusqu'en avril 1994. Thierry Ardisson reviendra avec une autre émission en avril 1994 Autant en emporte le temps mais celle-ci sera annulée au bout de 7 émissions.